# 巴亭广场

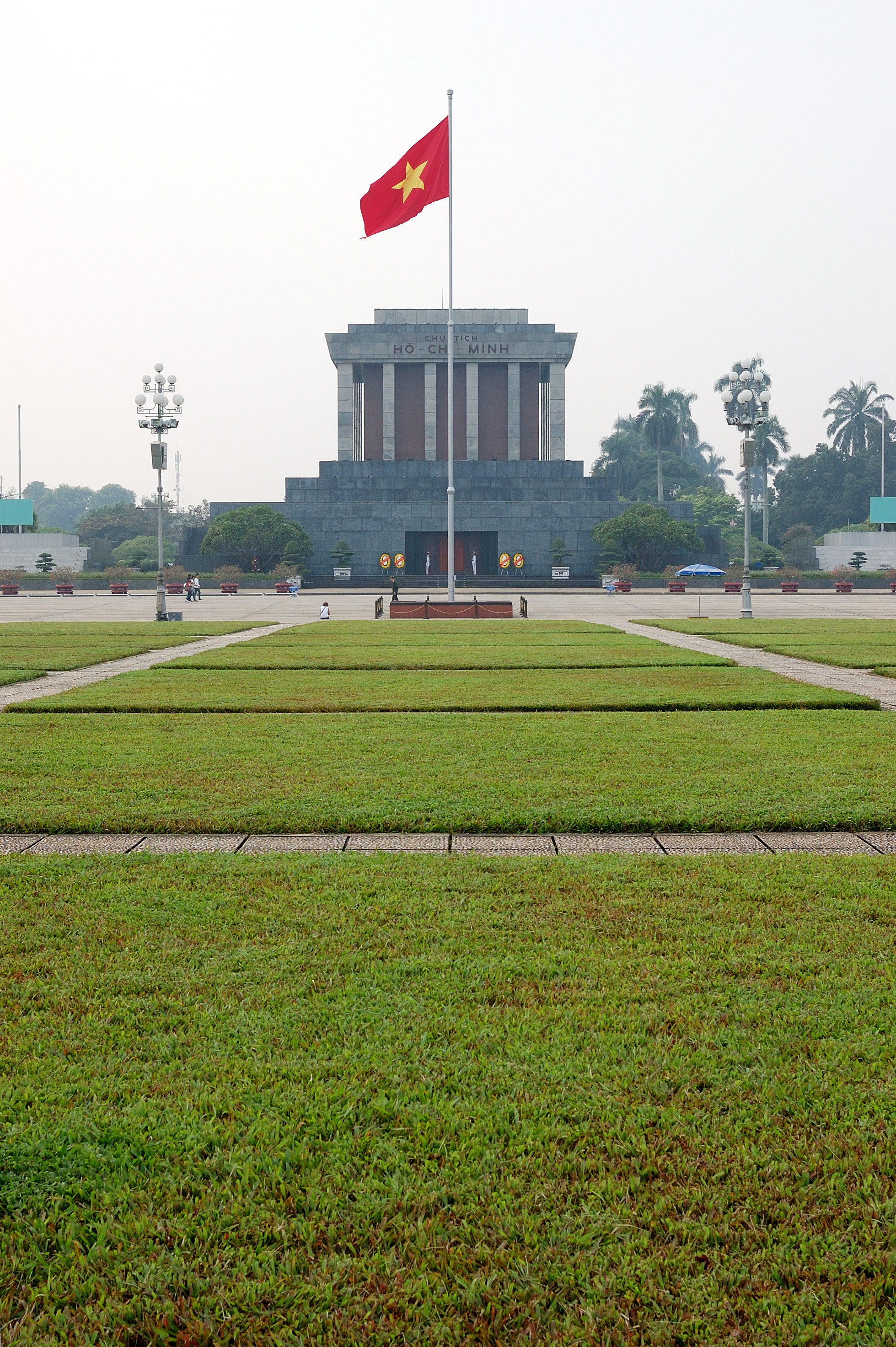
巴亭广场

巴亭广场（越南语：／，越文原意；「三殿广场」） 位于越南首都河內市市中央巴亭郡，广场周围有政府办公机关同外国大使馆。

## 历史
第二次世界大战结束後不久，1945年9月2日，胡志明主席在巴亭广场上朗讀《獨立宣言》，宣布越南民主共和国取得独立，脱离殖民統治。

## 附近
- 胡志明主席纪念堂
- 河内西湖